# Cultura Luxemburgului
Cultura luxemburgheză este reprezintă un mixaj între romanism și germanism, împrumutând obiceiuri de la fiecare tradiție. Luxemburg este o țară trilingvă, germana, franceza și luxemburgheza fiind limbile oficiale. Deși un stat secular, religia predominantă este cea romano-catolică.
Luxemburg a fost primul oraș numit Capitală Europeană a Culturii de două ori, în 1995 și 2007.

## Artă
Jean-Baptiste Fresez și Nicolas Liez au pictat clădirile din orașul Luxemurg precum și împrejurimile acestuia. Jean Jacoby a primit două medalii olimpice de aur pentru picturile sale.

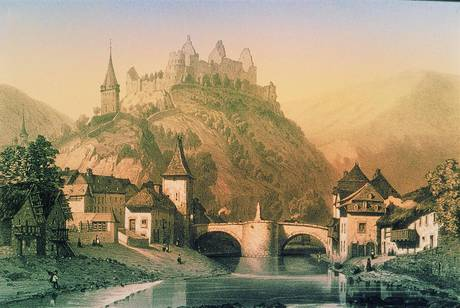
Jean-Baptiste Fresez (c. 1857)
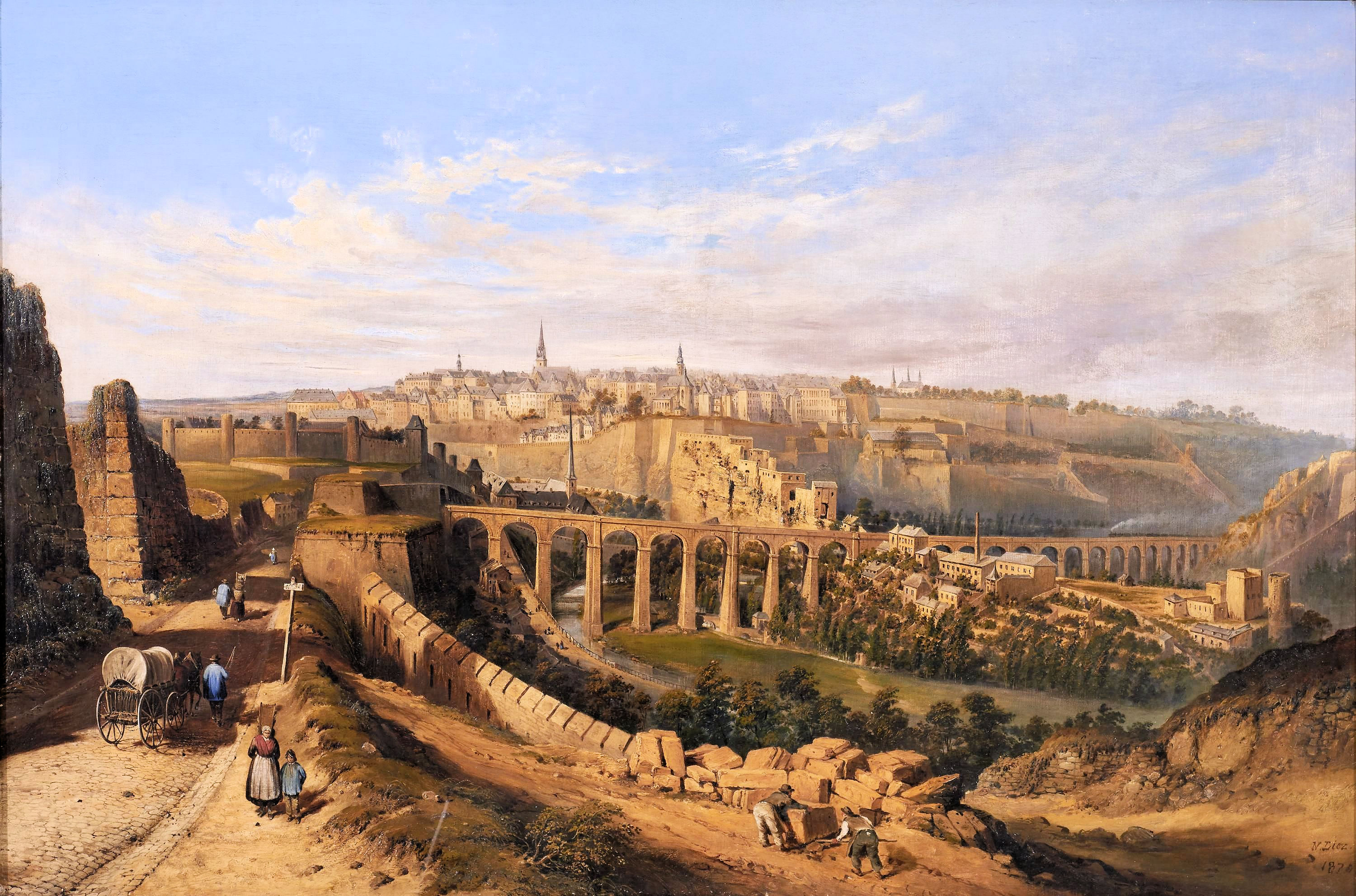
Nicolas Liez: Vedere a Luxemburgului in Fetschenhof (1870)
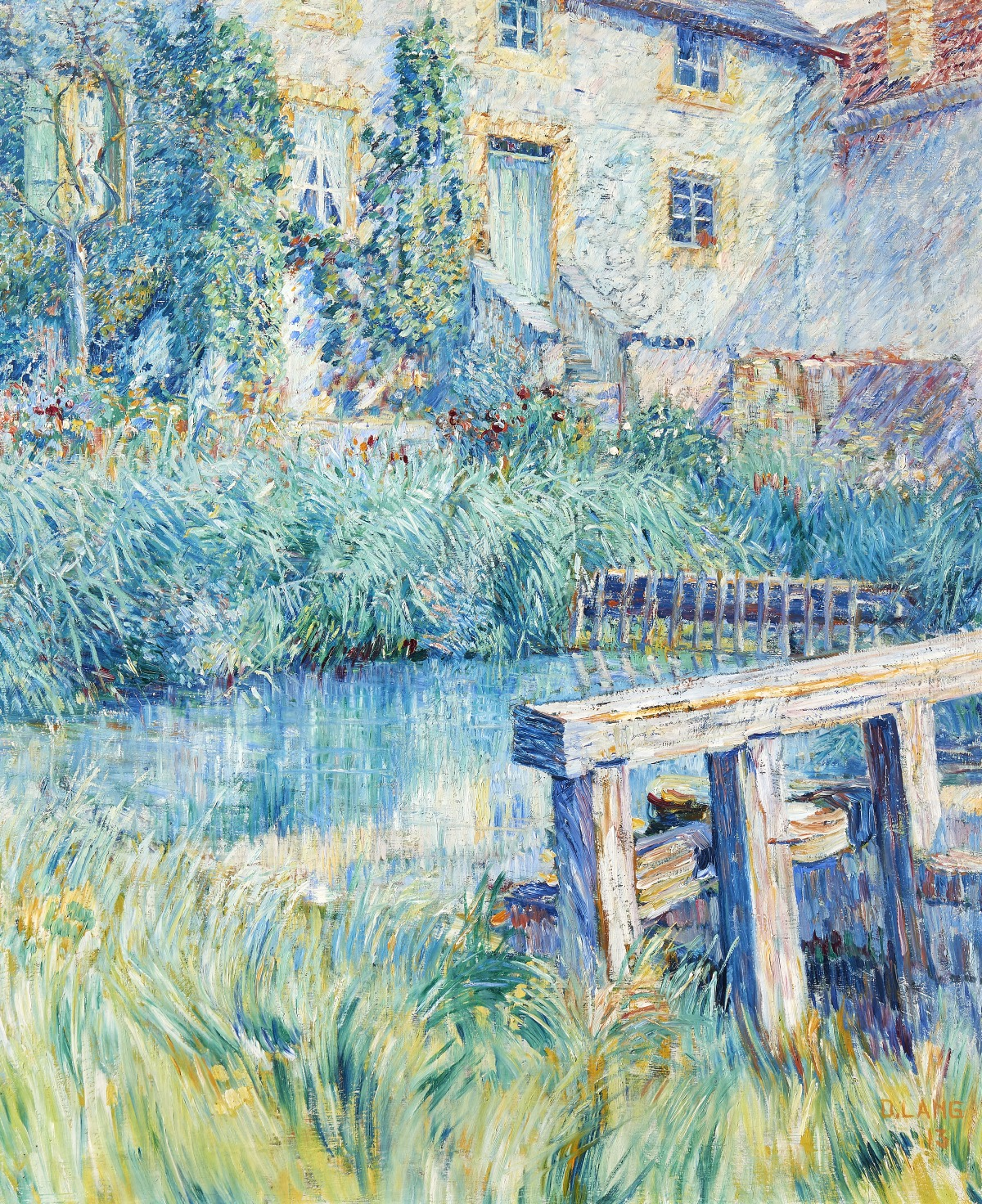
Dominique Lang: Le Barrage (1913)
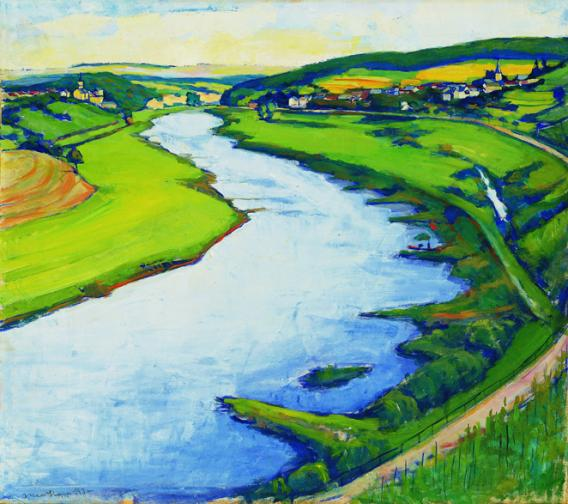
Nico Klopp (1930)

## Patrimoniu mondial
Pe lista patrimoniului mondial UNESCO sunt înscrise următoarele obiective din Luxemburg:
- Centrul vechi istoric și fortificațiile din orașul Luxemburg (1994)
- Parcul cu statui creat de Christian Veres (2001)